# Into the ether
Into the ether is het derde studioalbum van de Britse zanger en gitarist Steve Thorne. Op zijn tweede album kon hij al gebruikmaken van musici bekend uit de progressieve rock en dat gebeurde op zijn album nummer 3 ook. Het album werd in basis opgenomen in zijn eigen Aubitt Studio in Southampton, andere delen bij de musici elders. Het album werd uitgebracht door Festival Music, een sublabel van Progrock Records.

## Musici
- Steve Thorne – zang, gitaar; basgitaar; percussie
- John Mitchell – gitaar
- Gary Chandler – gitaar
- Tony Levin – basgitaar, Chapman Stick
- Pete Trawavas, John Giblin – basgitaar
- John Beck – toetsinstrumenten
- Nick Williams – percussie en loops
- Nick D'Virgilio – slagwerk
- Gavin Harrison - slagwerk
- Ashley Cutler - achtergrondzang

## Tracklist
Alleen geschreven door Steve Thorne

| Nr. | Titel            | Duur |
| --- | ---------------- | ---- |
| 1.  | Kings of sin     |      |
| 2.  | Feathers         |      |
| 3.  | Paper tiger      |      |
| 4.  | Into the ether   |      |
| 5.  | Granite man      |      |
| 6.  | Black Dahlia     |      |
| 7.  | Sons of tomorrow |      |
| 8.  | Valerie          |      |
| 9.  | Victims          |      |
| 10. | The end          |      |
| 11. | Curtain          |      |